# Opius echo
Opius echo är en stekelart som beskrevs av Fischer 1968. Opius echo ingår i släktet Opius och familjen bracksteklar. Inga underarter finns listade i Catalogue of Life.